# Iglesia de Nuestra Señora de la Asunción (Guaza de Campos)
La iglesia de Nuestra Señora de la Asunción es un templo católico del municipio español de Guaza de Campos, en la provincia de Palencia.

## Descripción
El inmueble se encuentra en la localidad palentina de Guaza de Campos, en la comunidad autónoma de Castilla y León. 
Su origen se remonta a finales del siglo XVIII. Su construcción comenzó en 1790 y se inauguraría en 1797, con planos del arquitecto Manuel Turrillo. A mediados del siglo XIX se la mencionaba de la siguiente manera en el Diccionario geográfico-estadístico-histórico de España y sus posesiones de Ultramar de Pascual Madoz: «1 igl. parr. bajo la advocacion de Sta. Maria, es de primer ascenso, y está servida por un cura propio, un capellan, el beneficiado del desp. San Pedro de Abaces, un sacristan y un organista». El templo cuenta con una fachada principal con ciertas influencias herrerianas, con una torre en cada costado, y un cuerpo principal en forma de bloque prismático de planta cuadrada.